# Pico Ana de Chaves
Pico Ana de Chaves ist ein Berg auf São Tomé und Príncipe.

## Geographie
Der Pico Ana de Chaves ist einer Gipfel im zentralen Bergmassiv auf São Tomé, östlich des Zentrums der Insel. Im Umfeld liegen die Gipfel Pinheiro (NW, 1306 m), Pico Charuto (W, 1126 m), Calvário (N, 1225 m), Monte de Dentro (NO, 885 m) und Pico Formoso Pequeno (SO, 887 m). Der Berg ist bewaldet und an seinen Hängen entspringen zahlreiche Quellbäche des Rio Abade.